# 中國電影文化城

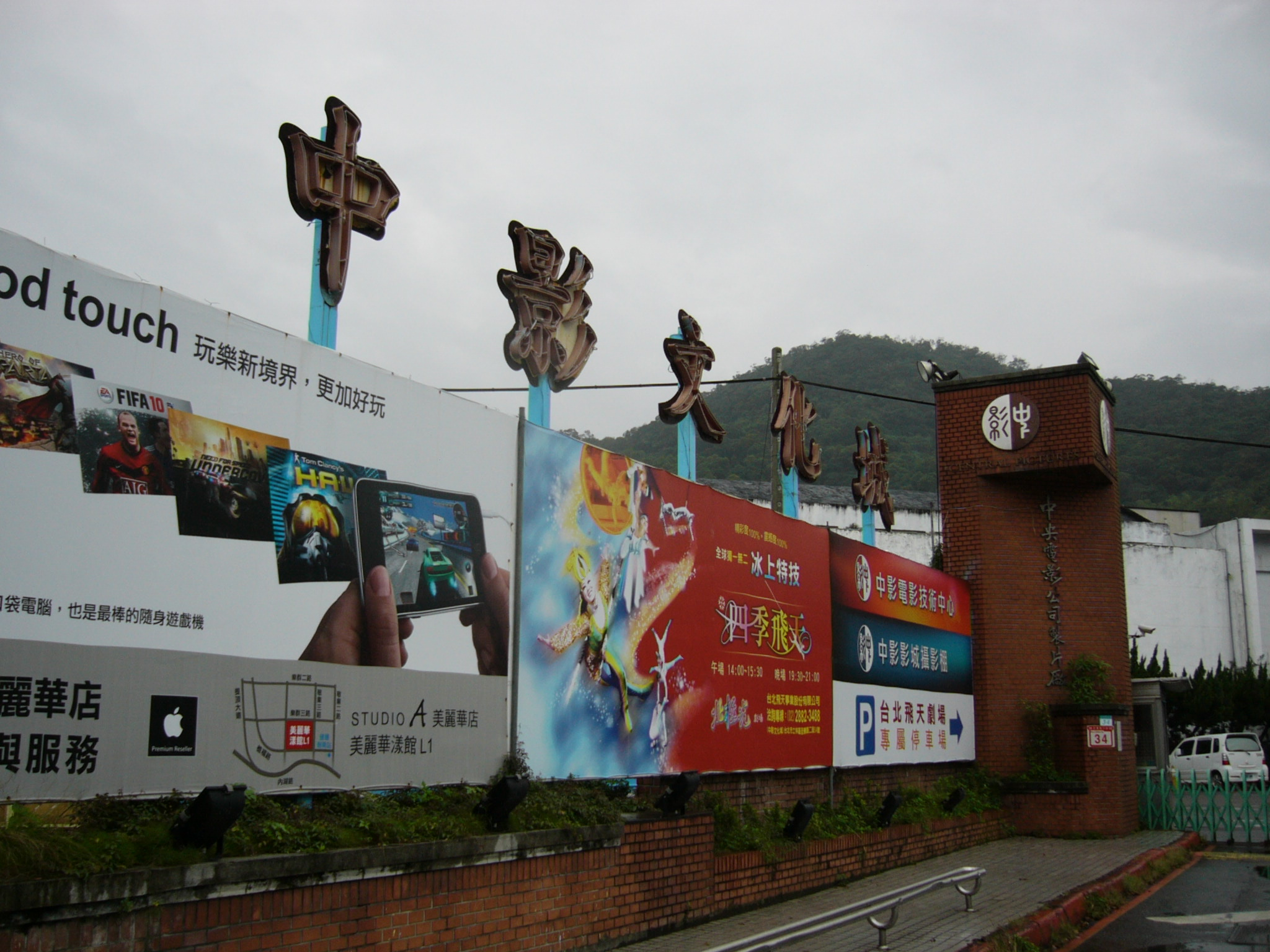
中影文化城的霓虹燈中文題字

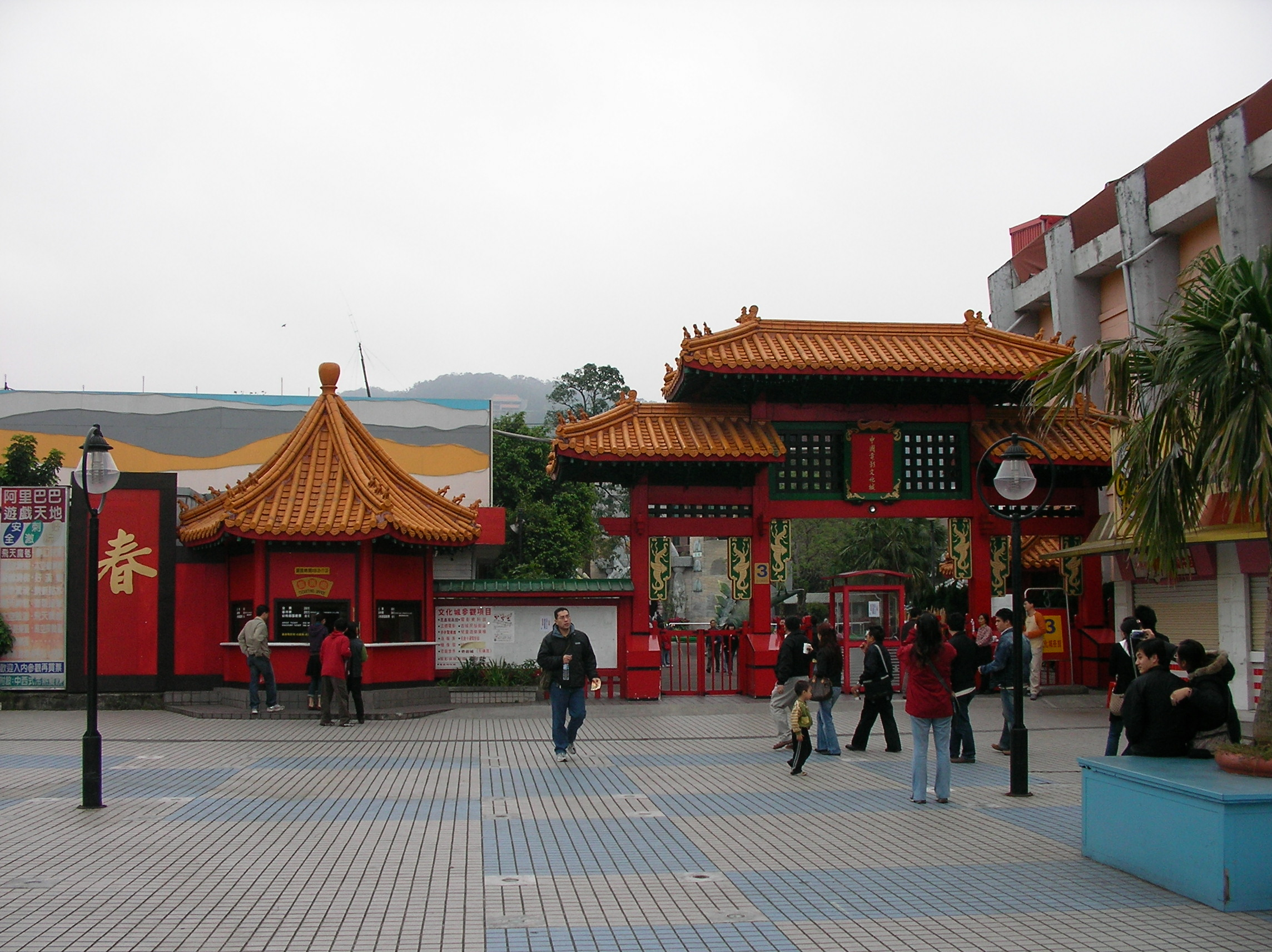
中影文化城遊客門口及售票處

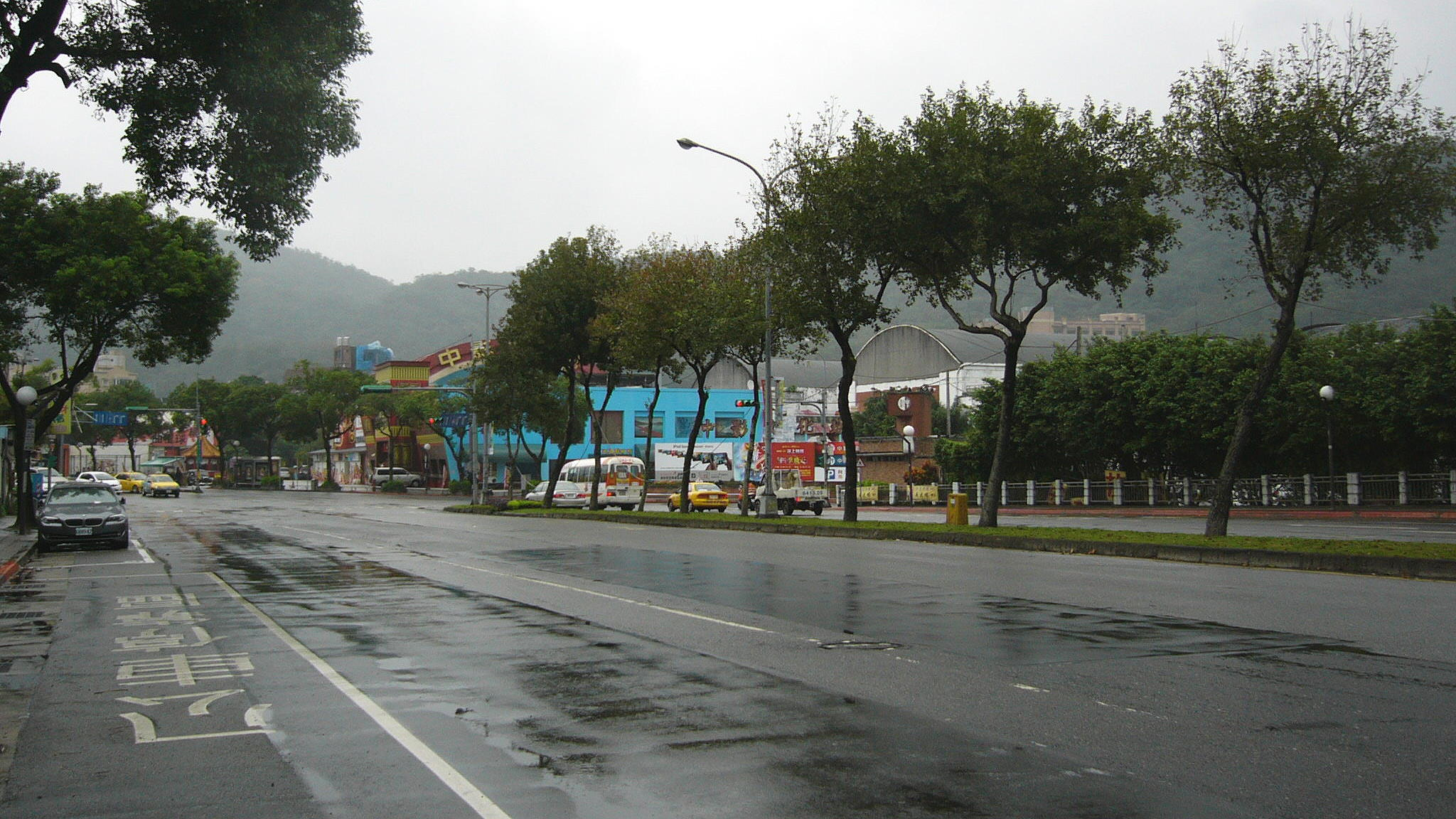
從中影文化城斜對面遠望中影文化城

中國電影文化城（英語：Chinese Culture and Movie Center，簡稱中影文化城）為中影股份有限公司旗下的影視城，與中影影視製片廠屬同一地點。目前針對國內外各電影和偶像劇等台灣電視劇，提供協助製片與拍片、拍攝場景與提供場景。
中影文化城曾為臺灣電影和臺灣電視劇的拍片取景地點之一，也是知名的觀光景點。但1989年行政院新聞局解除禁止赴中國大陸製作電視節目，臺灣不少電視劇及電影都赴中國大陸取景，加上台灣電影市場不敵好萊塢電影而日益萎縮，以及民眾可選擇的觀光景點增加，導致中影文化城日益蕭條，最終結束營業。

## 概述
- 1974年12月31日，為宣揚中華文化及提供民營製片機構良好的拍片場所，中央電影公司製片廠興建一座仿中國傳統建築為主的「中國電影文化城」，佔地1萬5千坪，毗鄰東吳大學外雙溪校區和雙溪公園。
- 1975年2月10日，中影文化城正式開放遊客參觀，開放時間為每日9時至19時。
- 2006年2月28日，中影文化城因內部整修而暫停營業。暫停營業初期，台灣媒體報導，中影文化城可能改建為豪宅，古城街道將不復存[2]。
- 2008年7月26日至2008年8月底，中影文化城恢復試營運，開放時間為09:00~17:30，全票新台幣250元，著古裝者免費入園。修建後的中影文化城未做任何大規模的改建，園區仍維持古城風貌，園區內有城門、護城河、古街巷、大酒樓、八角亭、客棧、王爺府等。
- 中影文化城恢復試營運後，由一家旅行社承包，斥資新台幣數千萬元進行大規模整修，並更名為「中華文化城」。修繕完成後，卻因與中影之間合約問題產生糾紛，無限期休園。
- 2015年1月29日，馬丁史柯西斯執導的電影《沉默》在中影文化城預定場景，發生場景屋頂與鷹架倒塌意外，造成一死兩傷。臺北市建築管理工程處將臨時片場視為新違建處理，隨後勒令停工。

## 外部連結
- 中影股份有限公司（页面存档备份，存于）
- YouTube上的中國電影文化城頻道